# All-palestinska regeringen

Flagga för Palestinas exilregering 1948–1959

All-palestinska regeringen (arabiska: حكومة عموم فلسطين Ḥukūmat ‘Umūm Filasṭīn) etablerades av Arabförbundet den 22 september 1948 under 1948 års arabisk-israeliska krig. Den erkändes snart av alla medlemmar i Arabförbundet utom Transjordanien. Även om den förklarades vara regering över hela det tidigare Brittiska Palestinamandatet, hade det effektiv makt endast i Gazaremsan. Premiärminister i regeringen i Gaza var Ahmed Hilmi Pasha och president var Haj Amin al-Husseini, tidigare ordförande för Arabiska högre utskottet.
En kort tid senare utropade Jeriko-konferensen Transjordaniens kung Abdullah I till "kung av Arabiska Palestina". Kongressen yrkade på en union mellan Arabiska Palestina och Transjordanien och Abdullah uttalade sin avsikt att annektera Västbanken. De andra medlemsstaterna i Arabförbundet stödde inte Abdullahs plan. 
All-Palestinska regeringen betraktas ibland som det första försöker att etablera ett självständigt arabiskt Palestina. Den var officiellt under egyptiskt beskydd, men hade ingen faktiskt exekutiv roll. Regeringen fanns huvudsakligen av politiska och symboliska skäl. Dess betydelse minskade gradvis, särskilt sedan den hade flyttat från Gaza till Kairo efter den israeliska invasionen i slutet av 1948. Även om egyptierna fortsatte att kontrollera Gazaremsan genom hela kriget och även därefter, blev all-palestinska regeringen kvar i exil i Kairo och styrde Gaza utifrån.
Efter den egyptiska revolutionen 1952 blev Egypten republik och 1958 förenades Egypten och Syrien till Förenade arabrepubliken. Året efter bestämdes att arabiska Palestina (i praktiken alltså endast Gazaremsan) skulle införlivas i Förenade Arabrepubliken och all-palestinska regeringen upplöstes i och med detta.